# موجة كهرطيسية
الموجة الكهرطيسية أو الموجة الكَهْرَمغناطيسية هو أحد أشكال الطاقة تصدره وتمتصه الجسيمات المشحونة، والتي تظهر سلوك مشابه للموجات في سفرها خلال الفضاء. للإشعاع الكهرطيسي حقل كهربائي وآخر مغناطيسي، متساويان في الشدة، ويتذبذب كل منها في طور معامد للآخر ومعامد لاتجاه الطاقة وانتشار الموجة، حيث ينتشر الإشعاع الكهرطيسي في الفراغ بسرعة الضوء.
الإشعاع الكهرطيسي هو شكل خاص من الحقل الكهرطيسي، تنتجه الشحنات المتحركة، ومرتبط بالحقول الكهرطيسية البعيدة تمامًا عن الشحنات المتحركة المنتجة لها، وبالتالي فإن امتصاص الإشعاع الكهرطيسي لا يؤثر في سلوك هذه الشحنات المتحركة. يشار لهذين النوعان أو السلوكان للحقل الكهرطيسي بالحقل القريب والحقل البعيد [الإنجليزية]، وفقًا لهذا الاصطلاح، فإن الإشعاع الكهرطيسي ببساطة هو مسمى آخر للحقل البعيد [الإنجليزية]، وتنتج الشحنات والتيارات الحقل القريب [الإنجليزية] بشكل مباشر وتنتج الإشعاع الكهرطيسي بشكل غير مباشر وبالأصح في الإشعاع الكهرطيسي كل من المجال الكهربائي والمجال المغناطيسي ينتج من تغير الآخر (يولد المجال الكهربائي المتغير مجال مغناطيسي متغير ومتعامد عليه، والعكس صحيح)، تسمح هذه العلاقة بتساوي الشدة واتساق الطور لكلا المجالين الكهربائي والمغناطيسي (تتفق قمم وقيعان المجالين على طول منحى الانتشار).
يحمل الإشعاع الكهرطيسي طاقة مستمرة عبر المكان بعيدًا عن المصدر، تدعى أحيانًا «طاقة إشعاعية»، (لا ينطبق الوضع على جزء الحقل القريب [الإنجليزية] من المجال الكهرطيسي)، ويحمل أيضًا زخم حركة وزخم زاوي، ومن الممكن لهذه الطاقة وزخم الحركة والزخم الزاوي أن تنتقل للمادة التي تتفاعل معه. ينتج الإشعاع الكهرطيسي من أشكال أخرى من الطاقة عند تشكله ويتحول إلى أشكال أخرى من الطاقة عند فنائه. الفوتون هو كم التأثر الكهرطيسي، والوحدة الأساسية أو المكونة لجميع أشكال الإشعاع الكهرطيسي. تصبح الطبيعة الكمية للضوء أكثر وضوحًا عند الترددات العالية (فوتون ذو طاقة كبيرة)، ومثل هذه الفوتونات تتصرف مثل الجسيمات بشكل أوضح مما تفعل الفوتونات ذات الترددات المنخفضة.
في الفيزياء التقليدية، ينتج الإشعاع الكهرطيسي عند تسارع الجسيمات المشحونة تحت تأثير القوى المطبقة عليهم. تعد الإلكترونات هي المسؤولة عن أغلب انبعاثات الإشعاع الكهرطيسي نظرًا لكتلتها المنخفضة المؤدية لسهولة تسارعها بعدة طرق. تتسارع بشدة الإلكترونات المتحركة بسرعة عندما تواجه مجال لقوة ما، وبالتالي تكون مسؤولة عن إنتاج أكثر الإشعاعات الكهرطيسية العالية التردد الملاحظة في الطبيعة. يمكن للعمليات الكمية أن تنتج إشعاع كهرطيسي، مثل إصدار نواة الذرة لأشعة غاما واضمحلال البيون المحايد.
يصنف الإشعاع الكهرطيسي وفقًا لتردد موجته، ويتكون الطيف الكهرطيسي وفقًا لتزايد التردد وتناقص الطول الموجي من الموجات الراديوية، تليها الموجات الصغرية، تليها الأشعة تحت الحمراء، يليها الضوء المرئي، يليه الأشعة فوق البنفسجية، تليها الأشعة السينية، وأخيرًا أشعة غاما. تبدي أعين العديد من الكائنات حساسية لنافذة صغيرة ومتغيرة نوعًا ما من ترددات الإشعاع الكهرطيسي تدعى الطيف المرئي.
تأثيرات الإشعاع الكهرطيسي على النظم الحية (والعديد من النظم الكيميائية في ظروف درجة حرارة وضغط قياسية) تعتمد على كل من قوة وتردد الإشعاع. تنحصر تأثيرات الإشعاع الكهرطيسي المنخفض التردد وصولًا إلى تردد الضوء المرئي على الخلايا والمواد العادية بالحرارة والتسخين وبالتالي تعتمد على قوة الإشعاع. وبالعكس للإشعاع ذو التردد الأعلى كتردد الأشعة الفوق بنفسجية والأعلى منها، فإن الضرر للمواد الكيميائية وللخلايا الحية يكون أكبر بكثير من مجرد تسخين بسيط بسبب قدرة الفوتونات المفردة في مثل هذه الترددات على تدمير الجزيئات الفردية كيميائيًا.

## علم الطبيعة
ينتج الإشعاع الكهرطيسي بشكل غير مباشر، وبالأصح في الإشعاع الكهرطيسي كل من المجال الكهربائي والمجال المغناطيسي ينتج من تغير الآخر (يولد المجال الكهربائي المتغير مجال مغناطيسي متغير ومتعامد عليه، والعكس صحيح)، تسمح هذه العلاقة بجعل شدة المجالين في تناسب ثابت (فمثلا عندما تصل شدة المجال الكهرباء إلى أقصى قيمة له تصل شدة المجال المغناطيسي إلى أقصى قيمة له) واتساق الطور لكلا المجالين الكهربائي والمغناطيسي (تتفق قمم وقيعان المجالين على طول منحنى الانتشار).

### اكتشافها

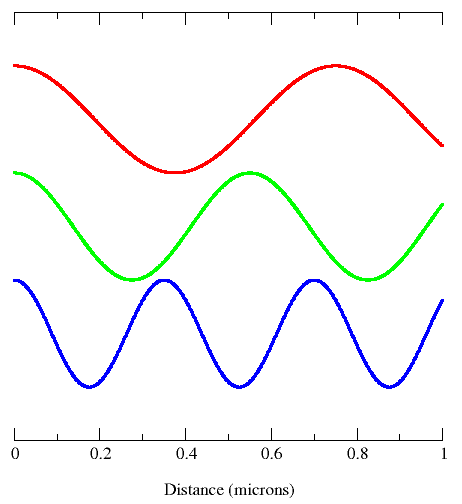
يظهر بالصورة ثلاث موجات كهرطيسية (أزرق، أخضر وأحمر)مع مقياس مسافة بالمايكرومتر خلال المحور السيني.

يرجع الفضل في اكتشافها إلى العالم جيمس ماكسويل الذي وضع فرضية نشوء الموجات الكهرطيسية سنة 1864 م، فقد كان معلوما حسب قانون فرداي أن المجال المغناطيسي المتغير ينتج (يحرض) مجالا كهربائيا متغيرا. فقام ماكسويل بصياغة قوانين حركة تلك الموجات الكهرطيسية وهي المعروفة بمعادلات ماكسويل. ثم أثبت هنريك هيرتز لاحقا صحتها - أن المجال الكهربائي المتغير ينتج بدوره مجالا مغناطيسيا متغيرا، وبالعكس فالمجال الكهربي يولد أيضا مجالا مغناطيسيا. وهكذا تنشأ الموجات الكهرطيسية بقسميها الكهربائي والمغناطيسي. وهي تستطيع قطع مسافة كبيرة جدا وبسرعة كبيرة جدا هي سرعة الضوء دون أن تعاني اضمحلالا في الفضاء. ولأن سرعة الموجات الكهرطيسية التي تنبأ ماكسويل في المعادلة تتزامن مع سرعة الضوء المقاسة، مما استنتج ماكسويل بأن الضوء نفسه هو موجة كهرطيسية.
قام هنريك هيرتز سنة 1887 بعد موت ماكسويل بسبع سنوات بتجربة حيث بنى دائرتين كهربيتين غير متصلتين تعملان على نفس التردد فوجد أنه عند تغذية أحديهما بتيار كهربي يتولد في إثرها تيار في الدائرة الأخرى، فأثبت العالم هرتز بالتجربة هذه النظرية الرياضية البحتة بعد سبعة سنوات من وفاة ماكسويل.
وفي عام 1901 نجح ماركوني لأول مرة في إرسال موجات كهرطيسية عبر المحيط الأطلسي بواسطة دائرة كهربائية، أمكن استقبال الموجات عبر المحيط.

موجة يتغير فيها المجال الكهربي متعامدة على موجة يتغير فيها مجال مغناطيسي. وتنتشر الموجة في الاتجاه العمودي على المستوي الذي يتغير فيه المجالان (أي من اليسار إلى اليمين)

في هذا الشكل التوضيحي {\displaystyle {\vec {k}}} اتجاه انتشار الموجة، {\displaystyle {\vec {B}}} المجال المغناطيسي المتردد، {\displaystyle {\vec {E}}} المجال الكهربي المتردد، كما يوضح الشكل طول الموجة (لامدا). يمكن تعريف طول الموجة بأنها المسافة بين قاعين متتاليين للموجة أو المسافة بين قمتين متتاليتين للموجة.

## تولد الإشعاع الكهرطيسي
تنقسم الأشعة الكهرطيسية إلى قسمين طبيعية وصناعية ولكنهما متماثلين في خواصهما:
- الأشعة الكهرطيسية الطبيعية مثل الضوء والأشعة السينية التي تنتج من أغلفة بعض الذرات، وأشعة غاما التي تصدر من أنوية الذرات ذات النشاط الإشعاعي.
- الأشعة الكهرطيسية الصناعية هي الأشعة التي ولدها الإنسان:

حيث تبث الدوائر الكهربائية التي تحمل تيارات متذبذبة عالية التردد على هيئة مجالين يتعامدان على بعضهما، أحدهما كهربائي والأخر مغناطيسي، ويتعامد مستوى أحدهما على مستوى الآخر. المجال المغناطيسي المتغير يولد المجال الكهربائي، كما أن المجال الكهربائي المتغير يولد المجال المغناطيسي.
وقد اتضح فيما بعد أن الإشعاع الكهرطيسي يماثل تماما الموجات الكهرطيسية للضوء وهي تتحرك في الفضاء بسرعة الضوء أي بسرعة 299796 كيلومتر في الثانية أو بسرعة 186284 ميل في الثانية، ولها نفس خواص الضوء.

## الإشعاع الكهرطيسي

رسم توضيحي لتعامد المجالان الكهربي E والمغناطيسي M في موجة كهرطيسية.

الإشعاع الكهرمغناطيسي هو انتشار الموجات الكهرطيسية بمكوناتها الكهربائية والمغناطيسية في الفضاء، ويتم هذا الانتشار مع اهتزاز المجالين الكهربائي والمغناطيسي بحيث يتعامدان على بعضهما البعض أي يشكلان زوايا قائمة مع بعضهما وعلى اتجاه الانتشار.
كما تقوم الموجات الكهرطيسية بنقل الطاقة من خلال انتشارها في الفراغ أو في المواد الشفافة مثل الزجاج، وتختلف الموجات الكهرطيسية تمامًا عن موجات الصوت، فموجات الصوت تعتبر موجات ميكانيكية تحتاج إلى وسط مادي للانتشار فيه مثل الهواء والماء والمعادن وغيرها.
أما الموجات الكهرطيسية مثل الضوء فهي لا تحتاج لوسط مادي لتنتقل فيه، فأشعة الشمس على سبيل المثال تصلنا بعد انتشارها الفراغ وكما يصلنا ضوء النجوم البعيدة.
بعد أن توصل الإنسان لتوليد الموجات الكهرطيسية سخرها للكثير من استخدامات التكنولوجية مثل: الراديو، والتلفزيون، والرادار، والهاتف المحمول وغيرها، كذلك بالنسبة لتكنولوجيا الاتصال بين الأرض ورواد الفضاء، والمركبات الفضائية المتحركة التي يرسلها الإنسان إلى كواكب المجموعه الشمسية، كل هذه الاتصالات تتم بواسطة الموجات الكهرطيسية.

## طاقة كهرطيسية
أثبت العالم الألماني ماكس بلانك عام 1900 من خلال دراسته لإشعاع الجسم الأسود أنه توجد علاقة بين طاقة الشعاع وطول موجته. فإذا رمزنا لطول الموجة شعاع ب ({\displaystyle \lambda }) فإن الطاقة المقترنة بها {\displaystyle E} (طاقة الشعاع) تعطى بالعلاقة:
{\displaystyle E=hc/\lambda }
حيث {\displaystyle h} ثابت طبيعي يسمى ثابت بلانك،
و {\displaystyle c} سرعة الضوء في الفراغ (وهي أيضا ثابت طبيعي).
كما أن الطاقة ترتبط مع التردد بالعلاقة التالية:
{\displaystyle E=h\nu }
حيث {\displaystyle \nu } التردد.
كما يرتبط تردد موجة كهرطيسية بطول موجتها بالعلاقة (المعروفة أيضًا عن الصوت):
{\displaystyle \lambda \cdot \nu =c}
حيث {\displaystyle c} سرعة الضوء في الفراغ.

## حساب طاقة الشعاع الكهرطيسي
علاقة بلانك المذكورة أعلاه تعطينا العلاقة بين طاقة الشعاع وتردده {\displaystyle \nu }
{\displaystyle E=h\nu }
حيث {\displaystyle \nu } التردد، و{\displaystyle h} ثابت بلانك.
نريد بواسطة تلك المعادلة حساب طاقة شعاع من وسط قمة منحنى بلانك لأشعة الشمس وليكن شعاع ذو طول موجة 500 نانو متر.
حساب طول الموجة بالمتر = 500. 10-9 متر
= 5. 10-7 متر
ونحسب تردد الشعاع من العلاقة:
تردد الشعاع = سرعة الضوء (متر/ ثانية) ÷ طول الموجة (متر)
= 3.108 (متر/ ثانية) ÷ 5.10-7 (متر) = 6.1014 (1/ثانية) أو هرتز
ثابت بلانك = 6,6. 10-34 جول. ثانية
= 6,6. 10-27 إرج. ثانية
= 3,9. 10-15 إلكترون فولت. ثانية (s. eV)
يستعمل الفيزيائيون في هذه الحالة ثابت بلانك كوحدة (الإلكترون فولت. ثانية) لتسهيل الحساب، حيث أن المقدار (بالجول.ثانية) يكون صغيرا جدا جدا.
نعوض الآن في معادلة بلانك، فنحصل على:
h = E. تردد الشعاع
= 3,9. 10-15 (إلكترون فولت. ثانية). 6.1014 (1/ثانية)
= 2,3 إلكترون فولت
أي أن شعاع الطيف ذو طول الموجة 500 نانومتر له طاقة 3 و2 إلكترون فولت. وهذا الشعاع هو شعاع من أشعة الطيف الشمسي ذو لون أخضر.
كما يمكن حساب طاقة الشعاع بالواط إذا أردنا ولكن 3 و2 إلكترون فولت بوحدة الواط ستكون مقدارا صغيرا جدا يصعب الاحتفاظ به في الذاكرة.
(ومن يريد إجراء تلك الحسبة فعليه الرجوع إلى وحدة طاقة).